# Бильтин (департамент)
Бильтин (араб. Muqāṭaʿâtu Bīltīn‎, مقاطعة بيلتين, фр. Biltine) — один из четырёх департаментов административного региона Вади-Фера в республике Чад. Столица департамента расположена в городе Бильтин.

## Население
По данным переписи населения, в 2009 году в департаменте проживали 169 050 человек (79 833 мужчины и 89 217 женщин). По другим данным, в 2012 году количество населения департамента составляло 159 323 человека.

## Административное деление
После реформы о реструктуризации 2012 года департамент Бильтин включает в себя 4 подпрефектуры:
- Ам-Зоэр;
- Арада;
- Бильтин;
- Мата.